# Villa Victoria
Villa Victoria é uma cidade do estado do México, no México.